# Woodnesborough
Woodnesborough is een civil parish in het bestuurlijke gebied Dover, in het Engelse graafschap Kent met 1066 inwoners.